# Vstupní draft NHL 2007
Vstupní draft NHL 2007 byl 45. vstupním draftem v historii NHL. Konal se 22. a 23. června 2007 v Nationwide Areně v Columbusu, v Ohiu, v USA (v domácí aréně Columbusu Blue Jackets).

## Nejlepší vyhlídky měli
Zdroj: Centrální úřad skautingu NHL (konečné hodnocení).

### Hráči v poli
|    | Severoameričené                  | Evropané                         |
| -- | -------------------------------- | -------------------------------- |
| 1  | Kyle Turris (Centr)              | Alexej Čerepanov (Pravé křídlo)  |
| 2  | Patrick Kane (Pravé křídlo)      | Mikael Backlund (Centr)          |
| 3  | James van Riemsdyk (Levé křídlo) | Lars Eller (C/K)                 |
| 4  | Thomas Hickey (Obránce)          | Maxim Majorov (Pravé křídlo)     |
| 5  | Karl Alzner (Obránce)            | Joakim Andersson (Centr)         |
| 6  | Sam Gagner (Centr)               | Simon Hjalmarsson (Pravé křídlo) |
| 7  | Jakub Voráček (Pravé křídlo)     | Nichlas Torp (Obránce)           |
| 8  | Angelo Esposito (Centr)          | Sergej Korostin (Pravé křídlo)   |
| 9  | Zach Hamill (Centr)              | Maxim Gončarov (Obránce)         |
| 10 | David Perron (Levé křídlo)       | Jevgenij Dadonov (Pravé křídlo)  |

### Brankáři
|   | Severoameričené | Evropané     |
| - | --------------- | ------------ |
| 1 | Jeremy Smith    | Joel Gistedt |
| 2 | Trevor Cann     | Mark Owuya   |
| 3 | Antoine Lafleur | Marek Benda  |

## Výběry v draftu
Výběry v jednotlivých kolech:
- 1. kolo
- 2. kolo
- 3. kolo
- 4. kolo
- 5. kolo
- 6. kolo
- 7. kolo

### 1. kolo
| #  | Hráč                             | Národnost | Tým NHL                                             | Vysokoškolský/juniorský/evropský tým          |
| -- | -------------------------------- | --------- | --------------------------------------------------- | --------------------------------------------- |
| 1  | Patrick Kane (Pravé křídlo)      | USA       | Chicago Blackhawks                                  | London Knights (OHL)                          |
| 2  | James van Riemsdyk (Levé křídlo) | USA       | Philadelphia Flyers                                 | US National Team Development Program (NAHL)   |
| 3  | Kyle Turris (Centr)              | Kanada    | Phoenix Coyotes                                     | Burnaby Express (BCHL)                        |
| 4  | Thomas Hickey (Obránce)          | Kanada    | Los Angeles Kings                                   | Seattle Thunderbirds (WHL)                    |
| 5  | Karl Alzner (Obránce)            | Kanada    | Washington Capitals                                 | Calgary Hitmen (WHL)                          |
| 6  | Sam Gagner (C/K)                 | Kanada    | Edmonton Oilers                                     | London Knights (OHL)                          |
| 7  | Jakub Voráček (Pravé křídlo)     | Česko     | Columbus Blue Jackets                               | Halifax Mooseheads (QMJHL)                    |
| 8  | Zach Hamill (Centr)              | Kanada    | Boston Bruins                                       | Everett Silvertips (WHL)                      |
| 9  | Logan Couture (Centr)            | Kanada    | San Jose Sharks (ze St. Louis)                      | Ottawa 67's (OHL)                             |
| 10 | Keaton Ellerby (Obránce)         | Kanada    | Florida Panthers                                    | Kamloops Blazers (WHL)                        |
| 11 | Brandon Sutter (C/PK)            | Kanada    | Carolina Hurricanes                                 | Red Deer Rebels (WHL)                         |
| 12 | Ryan McDonagh (Obránce)          | USA       | Montreal Canadiens                                  | Cretin-Derham Hall (USHS-Minnesota)           |
| 13 | Lars Eller (C/K)                 | Dánsko    | St. Louis Blues (z Toronta přes San Jose)           | Frölunda HC Jr. (Švédsko)                     |
| 14 | Kevin Shattenkirk (Obránce)      | USA       | Colorado Avalanche                                  | US National Team Development Program (NAHL)   |
| 15 | Alex Plante (Obránce)            | Kanada    | Edmonton Oilers (z New York Islanders)              | Calgary Hitmen (WHL)                          |
| 16 | Colton Gillies (Centr)           | Kanada    | Minnesota Wild (z Tampy Bay přes Anaheim)           | Saskatoon Blades (WHL)                        |
| 17 | Alexej Čerepanov (Pravé křídlo)  | Rusko     | New York Rangers                                    | Avangard Omsk (Rusko)                         |
| 18 | Ian Cole (Obránce)               | USA       | St. Louis Blues (z Calgary)                         | US National Team Development Program (NAHL)   |
| 19 | Logan MacMillan (Centr)          | Kanada    | Anaheim Ducks (z Minnesoty)                         | Halifax Mooseheads (QMJHL)                    |
| 20 | Angelo Esposito (Centr)          | Kanada    | Pittsburgh Penguins                                 | Quebec Remparts (QMJHL)                       |
| 21 | Riley Nash (Centr)               | Kanada    | Edmonton Oilers (z Dallasu přes Phoenix)            | Cornell University (NCAA)                     |
| 22 | Max Pacioretty (Levé křídlo)     | USA       | Montreal Canadiens (ze San Jose)                    | Sioux City Musketeers (USHL)                  |
| 23 | Jonathon Blum (Obránce)          | USA       | Nashville Predators (z Nashvillu přes Philadelphia) | Vancouver Giants (WHL)                        |
| 24 | Mikael Backlund (Centr)          | Švédsko   | Calgary Flames (z Atlanty přes St. Louis)           | Västerås IK (Švédsko)                         |
| 25 | Patrick White (Centr)            | USA       | Vancouver Canucks                                   | University of Minnesota Golden Gophers (NCAA) |
| 26 | David Perron (Levé křídlo)       | Kanada    | St. Louis Blues (z New Jersey přes San Jose)        | Lewiston Maineiacs (QMJHL)                    |
| 27 | Brendan Smith (Obránce)          | Kanada    | Detroit Red Wings                                   | St. Michael's Buzzers (OPJHL)                 |
| 28 | Nick Petrecki (Obránce)          | USA       | San Jose Sharks (z Buffala přes Washington)         | Omaha Lancers (USHL)                          |
| 29 | Jim O'Brien (Centr)              | USA       | Ottawa Senators                                     | University of Minnesota (WCHA)                |
| 30 | Nick Ross (Obránce)              | Kanada    | Phoenix Coyotes (z Anaheimu přes Edmonton)          | Regina Pats (WHL)                             |

### 2. kolo
| #  | Hráč                             | Národnost | Tým NHL                                                                 | Vysokoškolský/juniorský/evropský tým        |
| -- | -------------------------------- | --------- | ----------------------------------------------------------------------- | ------------------------------------------- |
| 31 | T.J. Brennan (Obránce)           | USA       | Buffalo Sabres (z Filadelfie)                                           | St. John's Fog Devils (QMJHL)               |
| 32 | Brett MacLean (Levé křídlo)      | Kanada    | Phoenix Coyotes                                                         | Oshawa Generals (OHL)                       |
| 33 | Taylor Ellington (Obránce)       | Kanada    | Vancouver Canucks (z Los Angeles)                                       | Everett Silvertips (WHL)                    |
| 34 | Josh Godfrey (Obránce)           | Kanada    | Washington Capitals                                                     | Sault Ste. Marie Greyhounds (OHL)           |
| 35 | Tommy Cross (Obránce)            | USA       | Boston Bruins (z Chicaga Blackhawks)                                    | Westminster (USHS-Connecticut)              |
| 36 | Joel Gistedt (Brankář)           | Švédsko   | Phoenix Coyotes (z Edmontonu Oilers)                                    | Frölunda HC (Švédsko)                       |
| 37 | Stefan Legein (Pravé křídlo)     | Kanada    | Columbus Blue Jackets                                                   | Mississauga IceDogs (OHL)                   |
| 38 | Bill Sweatt (Levé křídlo)        | USA       | Chicago Blackhawks (z Bostonu Bruins)                                   | Colorado College (WCHA)                     |
| 39 | Simon Hjalmarsson (Pravé křídlo) | Švédsko   | St. Louis Blues                                                         | Frölunda HC Jr. (Švédsko)                   |
| 40 | Michal Řepík (Pravé křídlo)      | Česko     | Florida Panthers                                                        | Vancouver Giants (WHL)                      |
| 41 | Kevin Marshall (Obránce)         | Kanada    | Philadelphia Flyers (z Caroliny přes Pittsburgh, San Jose a Washington) | Lewiston Maineiacs (QMJHL)                  |
| 42 | Eric Tangradi (Centr)            | USA       | Anaheim Ducks (z Minnesoty)                                             | Belleville Bulls (OHL)                      |
| 43 | P. K. Subban (Obránce)           | Kanada    | Montreal Canadiens                                                      | Belleville Bulls (OHL)                      |
| 44 | Aaron Palushaj (Pravé křídlo)    | USA       | St. Louis Blues (z Toronta přes San Jose)                               | Des Moines Buccaneers (USHL)                |
| 45 | Colby Cohen (Obránce)            | USA       | Colorado Avalanche                                                      | Lincoln Stars (USHL)                        |
| 46 | Ted Ruth (Obránce)               | USA       | Washington Capitals (z New York Islanders)                              | US National Team Development Program (NAHL) |
| 47 | Dana Tyrell (C/PK)               | Kanada    | Tampa Bay Lightning                                                     | Prince George Cougars (WHL)                 |
| 48 | Antoine Lafleur (Brankář)        | Kanada    | New York Rangers                                                        | PEI Rocket (QMJHL)                          |
| 49 | Trevor Cann (Brankář)            | Kanada    | Colorado Avalanche (z Calgary)                                          | Peterborough Petes (OHL)                    |
| 50 | Nico Sacchetti (Centr)           | USA       | Dallas Stars (z Minnesoty)                                              | Virginia (USHS-Minnesota)                   |
| 51 | Keven Veilleux (Centr)           | Kanada    | Pittsburgh Penguins                                                     | Victoriaville Tigres (QMJHL)                |
| 52 | Oscar Möller (Centr)             | Švédsko   | Los Angeles Kings (z Dallasu)                                           | Chilliwack Bruins (WHL)                     |
| 53 | Will Weber (Obránce)             | USA       | Columbus Blue Jackets (ze San Jose)                                     | Gaylord (USHS-Michigan)                     |
| 54 | Jeremy Smith (Brankář)           | USA       | Nashville Predators                                                     | Plymouth Whalers (OHL)                      |
| 55 | T.J. Galiardi (Křídlo)           | Kanada    | Colorado Avalanche (z Atlanty přes Anaheim)                             | Dartmouth (ECAC)                            |
| 56 | Akim Aliu (C/PK)                 | Nigérie   | Chicago Blackhawks (z Vancouveru)                                       | Sudbury Wolves (OHL)                        |
| 57 | Mike Hoeffel (Křídlo)            | USA       | New Jersey Devils                                                       | US National Team Development Program (NAHL) |
| 58 | Nick Spaling (Centr)             | Kanada    | Nashville Predators (z Detroitu přes Florida)                           | Kitchener Rangers (OHL)                     |
| 59 | Drew Schiestel (Obránce)         | Kanada    | Buffalo Sabres                                                          | Mississauga IceDogs (OHL)                   |
| 60 | Ruslan Baškirov (Levé křídlo)    | Rusko     | Ottawa Senators                                                         | Quebec Remparts (QMJHL)                     |
| 61 | Wayne Simmonds (Pravé křídlo)    | Kanada    | Los Angeles Kings (z Anaheimu přes Vancouver)                           | Sault Ste. Marie Greyhounds (OHL)           |

### 3. kolo
| #  | Hráč                            | Národnost | Tým NHL                                               | Vysokoškolský/juniorský/evropský tým   |
| -- | ------------------------------- | --------- | ----------------------------------------------------- | -------------------------------------- |
| 62 | Mark Katic (Obránce)            | Kanada    | New York Islanders (z Filadelfie)                     | Sarnia Sting (OHL)                     |
| 63 | Maxime Macenauer (Centr)        | Kanada    | Anaheim Ducks (z Phoenixu přes Boston)                | Rouyn-Noranda Huskies (QMJHL)          |
| 64 | Sergej Korostin (Pravé křídlo)  | Rusko     | Dallas Stars (z Los Angeles)                          | Dynamo Moskva (Rusko)                  |
| 65 | Olivier Fortier (Centr)         | Kanada    | Montreal Canadiens (z Washingtonu)                    | Rimouski Océanic (QMJHL)               |
| 66 | Garrett Klotz (Levé křídlo)     | Kanada    | Philadelphia Flyers (z Chicaga)                       | Saskatoon Blades (WHL)                 |
| 67 | Spencer Machacek (Pravé křídlo) | Kanada    | Atlanta Thrashers (z Edmontonu přes Minnesota)        | Vancouver Giants (WHL)                 |
| 68 | Jake Hansen (Křídlo)            | USA       | Columbus Blue Jackets                                 | Sioux Falls Stampede (USHL)            |
| 69 | Maxime Tanguay (Centr)          | Kanada    | Chicago Blackhawks (z Bostonu)                        | Rimouski Océanic (QMJHL)               |
| 70 | John Negrin (Obránce)           | Kanada    | Calgary Flames (ze St. Louis)                         | Kootenay Ice (WHL)                     |
| 71 | Jevgenij Dadonov (Pravé křídlo) | Rusko     | Florida Panthers                                      | Traktor Čeljabinsk (Rusko)             |
| 72 | Drayson Bowman (C/PK)           | USA       | Carolina Hurricanes                                   | Spokane Chiefs (WHL)                   |
| 73 | Yannick Weber (Obránce)         | Švýcarsko | Montreal Canadiens                                    | Kitchener Rangers (OHL)                |
| 74 | Dale Mitchell (Pravé křídlo)    | Kanada    | Toronto Maple Leafs                                   | Oshawa Generals (OHL)                  |
| 75 | Luca Cunti (C/LK)               | Švýcarsko | Tampa Bay Lightning (z Colorada přes Anaheim)         | Dubendorf (Switzerland)                |
| 76 | Jason Gregoire (Levé křídlo)    | Kanada    | New York Islanders                                    | Lincoln Stars (USHL)                   |
| 77 | Alexander Killorn (Centr)       | Kanada    | Tampa Bay Lightning                                   | Deerfield Academy (USHS-Massachusetts) |
| 78 | Robert Bortuzzo (Obránce)       | Kanada    | Pittsburgh Penguins (z New York Rangers přes Atlanta) | Kitchener Rangers (OHL)                |
| 79 | Nick Palmieri (Pravé křídlo)    | USA       | New Jersey Devils (z Calgary)                         | Erie Otters (OHL)                      |
| 80 | Casey Pierro-Zabotel (Centr)    | Kanada    | Pittsburgh Penguins (z Minnesoty)                     | Merritt Centennials (BCHL)             |
| 81 | Ryan Thang (Levé křídlo)        | USA       | Nashville Predators (z Pittsburghu)                   | Notre Dame (CCHA)                      |
| 82 | Bryan Cameron (C/PK)            | Kanada    | Los Angeles Kings (z Dallasu)                         | Belleville Bulls (OHL)                 |
| 83 | Timo Pielmeier (Brankář)        | Německo   | San Jose Sharks                                       | Kölner Haie (Německo)                  |
| 84 | Phil de Simone (Centr)          | USA       | Washington Capitals (z Nashvillu přes Philadelphia)   | Sioux City Musketeers (USHL)           |
| 85 | Brett Sonne (C/LK)              | Kanada    | St. Louis Blues (z Atlanty)                           | Calgary Hitmen (WHL)                   |
| 86 | Josh Unice (Brankář)            | USA       | Chicago Blackhawks (z Vancouveru)                     | US National Development Program (NAHL) |
| 87 | Corbin McPherson (Obránce)      | USA       | New Jersey Devils                                     | Cowichan Valley Capitals (BCHL)        |
| 88 | Joakim Andersson (Centr)        | Švédsko   | Detroit Red Wings                                     | Frölunda HC Jr. (Švédsko)              |
| 89 | Corey Tropp (Pravé křídlo)      | USA       | Buffalo Sabres                                        | Sioux Falls Stampede (USHL)            |
| 90 | Louie Caporusso (C/LK)          | Kanada    | Ottawa Senators                                       | St. Michael's Buzzers (OPJHL)          |
| 91 | Tyson Sexsmith (Brankář)        | Kanada    | San Jose Sharks (z Anaheimu přes Colorado)            | Vancouver Giants (WHL)                 |

### 4. kolo
| #   | Hráč                            | Národnost | Tým NHL                               | Vysokoškolský/juniorský/evropský tým        |
| --- | ------------------------------- | --------- | ------------------------------------- | ------------------------------------------- |
| 92  | Justin Vaive (Levé křídlo)      | USA       | Anaheim Ducks (z PHI)                 | US National Team Development Program (NAHL) |
| 93  | Stephen Kampfer (Obránce)       | USA       | Anaheim Ducks (z PHX)                 | University of Michigan (CCHA)               |
| 94  | Maxim Majorov (Křídlo)          | Rusko     | Columbus Blue Jackets (z LA přes DAL) | Leninogorsk (Rusko)                         |
| 95  | Alec Martinez (Obránce)         | USA       | Los Angeles Kings (z WSH)             | Miami University (CCHA)                     |
| 96  | Cade Fairchild (Obránce)        | USA       | St. Louis Blues (z CHI přes CAR)      | US National Team Development Program (NAHL) |
| 97  | Linus Omark (Křídlo)            | Švédsko   | Edmonton Oilers                       | Luleå HF (Švédsko)                          |
| 98  | Sebastian Stefaniszin (Brankář) | Německo   | Anaheim Ducks (z CBJ)                 | Eisbären Berlin (Německo)                   |
| 99  | Matt Frattin (Pravé křídlo)     | Kanada    | Toronto Maple Leafs (z BOS přes PHX)  | Fort Saskatchewan Traders (AJHL)            |
| 100 | Travis Erstad (C/PK)            | USA       | St. Louis Blues                       | Lincoln Stars (USHL)                        |
| 101 | Matt Rust (Centr)               | USA       | Florida Panthers                      | US National Team Development Program (NAHL) |
| 102 | Justin McCrae (Centr)           | Kanada    | Carolina Hurricanes                   | Saskatoon Blades (WHL)                      |
| 103 | Vladimír Růžička (Centr)        | Česko     | Phoenix Coyotes (z MTL)               | Slavia (Česko)                              |
| 104 | Ben Winnett (Levé křídlo)       | Kanada    | Toronto Maple Leafs                   | Salmon Arm Silverbacks (BCHL)               |
| 105 | Brad Malone (C/LK)              | Kanada    | Colorado Avalanche                    | Sioux Falls Stampede (USHL)                 |
| 106 | Maxim Gratčev (Levé křídlo)     | Rusko     | New York Islanders                    | Rimouski Océanic (QMJHL)                    |
| 107 | Mitch Fadden (Centr)            | Kanada    | Tampa Bay Lightning                   | Lethbridge Hurricanes (WHL)                 |
| 108 | Brett Bruneteau (Centr)         | USA       | Washington Capitals (z NYR)           | Omaha Lancers (USHL)                        |
| 109 | Dwight King (C/LK)              | Kanada    | Los Angeles Kings (z CGY)             | Lethbridge Hurricanes (WHL)                 |
| 110 | Justin Falk (Obránce)           | Kanada    | Minnesota Wild                        | Spokane Chiefs (WHL)                        |
| 111 | Luca Caputi (Levé křídlo)       | Kanada    | Pittsburgh Penguins                   | Mississauga IceDogs (OHL)                   |
| 112 | Colton Sceviour (C/PK)          | Kanada    | Dallas Stars                          | Portland Winter Hawks (WHL)                 |
| 113 | Kent Patterson (Brankář)        | USA       | Colorado Avalanche (z SJ)             | Cedar Rapids RoughRiders (USHL)             |
| 114 | Ben Ryan (Centr)                | USA       | Nashville Predators                   | University of Notre Dame (CCHA)             |
| 115 | Niclas Lucenius (Centr)         | Finsko    | Atlanta Thrashers                     | Tappara (Finsko)                            |
| 116 | Keith Aulie (Obránce)           | Kanada    | Calgary Flames (z VAN přes BUF)       | Brandon Wheat Kings (WHL)                   |
| 117 | Matt Halischuk (Pravé křídlo)   | Kanada    | New Jersey Devils                     | Kitchener Rangers (OHL)                     |
| 118 | Alex Grant (Obránce)            | Kanada    | Pittsburgh Penguins (z DET)           | Saint John Sea Dogs (QMJHL)                 |
| 119 | Mark Santorelli (Centr)         | Kanada    | Nashville Predators (z BUF)           | Chilliwack Bruins (WHL)                     |
| 120 | Ben Blood (Obránce)             | USA       | Ottawa Senators                       | Shattuck-Saint Mary's (USHS-Minnesota)      |
| 121 | Mattias Modig (Brankář)         | Švédsko   | Anaheim Ducks                         | Luleå HF (Švédsko)                          |

### 5. kolo
| #   | Hráč                            | Národnost | Tým NHL                        | Vysokoškolský/juniorský/evropský tým        |
| --- | ------------------------------- | --------- | ------------------------------ | ------------------------------------------- |
| 122 | Mario Kempe (Pravé křídlo)      | Švédsko   | Philadelphia Flyers            | St. John's Fog Devils (QMJHL)               |
| 123 | Maxim Gončarov (Obránce)        | Rusko     | Phoenix Coyotes                | CSKA 2 (Rusko)                              |
| 124 | Linden Rowat (Brankář)          | Kanada    | Los Angeles Kings              | Regina Pats (WHL)                           |
| 125 | Brett Leffler (Pravé křídlo)    | Kanada    | Washington Capitals            | Regina Pats (WHL)                           |
| 126 | Joe Lavin (Obránce)             | USA       | Chicago Blackhawks             | US National Team Development Program (NAHL) |
| 127 | Milan Kytnár (Centr)            | Slovensko | Edmonton Oilers                | Topoľčany (Slovensko)                       |
| 128 | Austin Smith (Pravé křídlo)     | USA       | Dallas Stars (z CBJ)           | The Gunnery (USHS-Connecticut)              |
| 129 | Jamie Benn (Levé křídlo)        | Kanada    | Dallas Stars (z BOS přes CBJ)  | Victoria Grizzlies (BCHL)                   |
| 130 | Denis Reul (Obránce)            | Německo   | Boston Bruins (z STL)          | Heilbronn (Německo)                         |
| 131 | John Lee (Obránce)              | USA       | Florida Panthers               | Moorhead (USHS-Minnesota)                   |
| 132 | Chris Terry (Levé křídlo)       | Kanada    | Carolina Hurricanes            | Plymouth Whalers (OHL)                      |
| 133 | Joe Stejskal (Obránce)          | USA       | Montreal Canadiens             | Grand Rapids (USHS-Minnesota)               |
| 134 | Juraj Mikúš (Obránce)           | Slovensko | Toronto Maple Leafs            | Dukla Trenčín (Slovensko)                   |
| 135 | Paul Carey (Centr)              | USA       | Colorado Avalanche             | Salisbury (USHS-Connecticut)                |
| 136 | Ondřej Roman (Centr)            | Česko     | Dallas Stars (z NYI)           | Spokane Chiefs (WHL)                        |
| 137 | Josh Turnbull (Centr)           | USA       | Los Angeles Kings (z T.B.)     | Waterloo Black Hawks (USHL)                 |
| 138 | Max Campbell (Centr)            | Kanada    | New York Rangers               | Strathroy Rockets (WOHL)                    |
| 139 | Bradley Eidsness (Brankář)      | Kanada    | Buffalo Sabres (z CGY)         | Okotoks Oilers (AJHL)                       |
| 140 | Cody Almond (Centr)             | Kanada    | Minnesota Wild                 | Kelowna Rockets (WHL)                       |
| 141 | Jake Muzzin (Obránce)           | Kanada    | Pittsburgh Penguins            | Sault Ste. Marie Greyhounds (OHL)           |
| 142 | Andrew Conboy (Levé křídlo)     | USA       | Montreal Canadiens (z DAL)     | Omaha Lancers (USHL)                        |
| 143 | Mickey Renaud (Centr)           | Kanada    | Calgary Flames (z SJ přes COL) | Windsor Spitfires (OHL)                     |
| 144 | Andreas Thuresson (Křídlo)      | Švédsko   | Nashville Predators            | Malmö Redhawks (Švédsko)                    |
| 145 | Charles-Antoine Messier (Centr) | Kanada    | Vancouver Canucks (z ATL)      | Baie-Comeau Drakkar (QMJHL)                 |
| 146 | Ilja Kablukov (Křídlo)          | Rusko     | Vancouver Canucks              | CSKA 2 (Rusko)                              |
| 147 | Jean-Simon Allard (Centr)       | Kanada    | Buffalo Sabres (z NJ přes CGY) | St. John's Fog Devils (QMJHL)               |
| 148 | Randy Cameron (Centr)           | Kanada    | Detroit Red Wings              | Moncton Wildcats (QMJHL)                    |
| 149 | Michael Neal (Levé křídlo)      | Kanada    | Dallas Stars (z BUF přes CBJ)  | Belleville Bulls (OHL)                      |
| 150 | Matt Marshall (C/PK)            | USA       | Tampa Bay Lightning (z OTT)    | Nobles (USHS-Massachusetts)                 |
| 151 | Brett Morrison (Centr)          | Kanada    | Anaheim Ducks                  | PEI Rocket (QMJHL)                          |

### 6. kolo
| #   | Hráč                           | Národnost | Tým NHL                             | Vysokoškolský/juniorský/evropský tým |
| --- | ------------------------------ | --------- | ----------------------------------- | ------------------------------------ |
| 152 | Jon Kalinski (Levé křídlo)     | Kanada    | Philadelphia Flyers                 | Bonnyville Pontiacs (AJHL)           |
| 153 | Scott Darling (Brankář)        | USA       | Phoenix Coyotes                     | Capital District (NY. Jr)            |
| 154 | Dan Dunn (Brankář)             | Kanada    | Washington Capitals (z LA)          | Wellington Dukes (OPJHL)             |
| 155 | Andrew Vayo (Pravé křídlo)     | USA       | Colorado Avalanche (z WSH přes CGY) | Massachusetts (Hockey East)          |
| 156 | Richard Greenop (Centr)        | Kanada    | Chicago Blackhawks                  | Windsor Spitfires (OHL)              |
| 157 | William Quist (Křídlo)         | Švédsko   | Edmonton Oilers                     | Tingsryds AIF Jr. (Švédsko)          |
| 158 | Allen York (Brankář)           | Kanada    | Columbus Blue Jackets               | Camrose Kodiaks (AJHL)               |
| 159 | Alain Goulet (Obránce)         | Kanada    | Boston Bruins                       | Aurora Tigers (OPJHL)                |
| 160 | Anthony Peluso (Obránce)       | Kanada    | St. Louis Blues                     | Erie Otters (OHL)                    |
| 161 | Patrick Maroon (Levé křídlo)   | USA       | Philadelphia Flyers (z FLA)         | St. Louis Bandits (NAHL)             |
| 162 | Brett Bellemore (Obránce)      | Kanada    | Carolina Hurricanes                 | Plymouth Whalers (OHL)               |
| 163 | Nichlas Torp (Obránce)         | Švédsko   | Montreal Canadiens                  | HV 71 Jr. (Švédsko)                  |
| 164 | Christopher DiDomenico (Centr) | Kanada    | Toronto Maple Leafs                 | Saint John Sea Dogs (QJHML)          |
| 165 | Patrik Zackrisson (Křídlo)     | Švédsko   | San Jose Sharks (z COL)             | Rögle BK (Švédsko)                   |
| 166 | Blake Kessel (Obránce)         | USA       | New York Islanders                  | Waterloo Black Hawks (USHL)          |
| 167 | Johan Harju (Levé křídlo)      | Švédsko   | Tampa Bay Lightning                 | Luleå HF (Švédsko)                   |
| 168 | Carl Hagelin (Levé křídlo)     | Švédsko   | New York Rangers                    | Södertälje SK Jr. (Švédsko)          |
| 169 | Radim Ostrčil (Obránce)        | Česko     | Boston Bruins (z CGY přes COL)      | Vsetín (Česko)                       |
| 170 | Harri Ilvonen (Obránce)        | Finsko    | Minnesota Wild                      | Tappara Jr. (Finsko)                 |
| 171 | Dustin Jeffrey (Centr)         | Kanada    | Pittsburgh Penguins                 | Sault Ste. Marie Greyhounds (OHL)    |
| 172 | Luke Gazdic (Levé křídlo)      | Kanada    | Dallas Stars                        | Erie Otters (OHL)                    |
| 173 | Nick Bonino (Centr)            | USA       | San Jose Sharks                     | Avon Old Farms (USHS-Connecticut)    |
| 174 | Robert Dietrich (Obránce)      | Německo   | Nashville Predators                 | DEG Metro Stars (Německo)            |
| 175 | John Albert (Centr)            | USA       | Atlanta Thrashers                   | US Under 18                          |
| 176 | Taylor Matson (Centr)          | USA       | Vancouver Canucks                   | Des Moines (USHL)                    |
| 177 | Vili Sopanen (Křídlo)          | Finsko    | New Jersey Devils                   | Pelicans (Finsko)                    |
| 178 | Zack Torquato (Centr)          | Kanada    | Detroit Red Wings                   | Erie Otters (OHL)                    |
| 179 | Paul Byron(C)                  | Kanada    | Buffalo Sabres                      | Gatineau Olympiques (QJHML)          |
| 180 | Justin Taylor (Centr)          | Kanada    | Washington Capitals (z OTT)         | London Knights (OHL)                 |
| 181 | Corey Syvret (Obránce)         | Kanada    | Florida Panthers (z ANA)            | Guelph Storm (OHL)                   |

### 7. kolo
| #   | Hráč                             | Národnost | Tým NHL                              | Vysokoškolský/juniorský/evropský tým |
| --- | -------------------------------- | --------- | ------------------------------------ | ------------------------------------ |
| 182 | Brad Phillips (Brankář)          | USA       | Philadelphia Flyers                  | US Under 18                          |
| 183 | Torrie Jung (Brankář)            | Kanada    | Tampa Bay Lightning (z PHX přes OTT) | Kelowna Rockets (WHL)                |
| 184 | Josh Kidd (Obránce)              | Kanada    | Los Angeles Kings                    | Erie Otters (OHL)                    |
| 185 | Nick Larson (Centr)              | USA       | Washington Capitals                  | Omaha Lancers (USHL)                 |
| 186 | C. J. Severyn (Levé křídlo)      | USA       | Calgary Flames (z CHI)               | US Under 18                          |
| 187 | Nick Eno (Brankář)               | USA       | Buffalo Sabres (z EDM)               | Green Mountain Glades (EJHL)         |
| 188 | Matt Fillier (C/LK)              | Kanada    | Los Angeles Kings (z CBJ)            | St. John's Fog Devils (QJMHL)        |
| 189 | Jordan Knackstedt (Pravé křídlo) | Kanada    | Boston Bruins                        | Moose Jaw Warriors (WHL)             |
| 190 | Trevor Nill (Centr)              | USA       | St. Louis Blues                      | Compuware (Michigan midget AAA)      |
| 191 | Ryan Watson (Levé křídlo)        | Kanada    | Florida Panthers                     | Cambridge Winterhawks (GOJHL)        |
| 192 | Scott Kishel (Obránce)           | USA       | Montreal Canadiens (z CAR)           | Virginia (USHS-Minnesota)            |
| 193 | David Skokan (Centr)             | Slovensko | New York Rangers (z MTL)             | Rimouski Océanic (QMJHL)             |
| 194 | Carl Gunnarsson (Obránce)        | Švédsko   | Toronto Maple Leafs                  | Linköpings HC (SEL)                  |
| 195 | Johan Alcen (Pravé křídlo)       | Švédsko   | Colorado Avalanche                   | Brynäs IF Jr. (Švédsko)              |
| 196 | Simon Lacroix (Obránce)          | Kanada    | New York Islanders                   | Shawinigan Cataractes (QMJHL)        |
| 197 | Michael Ward (Obránce)           | Kanada    | Tampa Bay Lightning                  | Lewiston Maineiacs (QMJHL)           |
| 198 | Danny Hobbs (C/PK)               | USA       | New York Rangers                     | Ohio Junior Blue Jackets (USHL)      |
| 199 | Andrew Glass (Levé křídlo)       | USA       | Washington Capitals (z CGY)          | Nobles (USHS-Massachusetts)          |
| 200 | Carson McMillan (Pravé křídlo)   | Kanada    | Minnesota Wild                       | Calgary Hitmen (WHL)                 |
| 201 | Justin Braun (Obránce)           | USA       | San Jose Sharks (z PIT)              | Massachusetts (Hockey East)          |
| 202 | Serhij Hajdučenko (Brankář)      | Ukrajina  | Florida Panthers (z DAL)             | Jaroslavl (Rusko)                    |
| 203 | Frazer McLaren (Levé křídlo)     | Kanada    | San Jose Sharks                      | Portland Winterhawks (WHL)           |
| 204 | Atte Engren (Brankář)            | Finsko    | Nashville Predators                  | Lukko (Finsko)                       |
| 205 | Paul Postma (Obránce)            | Kanada    | Atlanta Thrashers                    | Swift Current Broncos (WHL)          |
| 206 | Dan Gendur (Pravé křídlo)        | Kanada    | Vancouver Canucks                    | Everett Silvertips (WHL)             |
| 207 | Ryan Molle (Obránce)             | Kanada    | New Jersey Devils                    | Swift Current Broncos (WHL)          |
| 208 | Bryan Rufenach (Obránce)         | Kanada    | Detroit Red Wings                    | Lindsay Muskies (OPJHL)              |
| 209 | Drew MacKenzie (Obránce)         | USA       | Buffalo Sabres                       | The Taft School (USHS-Connecticut)   |
| 210 | Justin Courtnall (Levé křídlo)   | Kanada    | Tampa Bay Lightning (z OTT)          | Burnaby Express (BCHL)               |
| 211 | Trent Vogelhuber (Pravé křídlo)  | USA       | Columbus Blue Jackets (z ANA)        | St. Louis Bandits (NAHL)             |

## Draft podle národností
| Pořadí | Stát            | Výběry | Podíl |
| ------ | --------------- | ------ | ----- |
|        | Severní Amerika | 167    | 79.1% |
| 1      | Kanada          | 102    | 48.3% |
| 2      | USA             | 65     | 30.8% |
|        | Evropa          | 43     | 20.3% |
| 3      | Švédsko         | 15     | 7.1%  |
| 4      | Rusko           | 9      | 4.3%  |
| 5      | Česko           | 5      | 2.4%  |
| 6      | Finsko          | 4      | 1.9%  |
| 6      | Německo         | 4      | 1.9%  |
| 8      | Slovensko       | 3      | 1.4%  |
| 9      | Švýcarsko       | 2      | 0.9%  |
| 10     | Dánsko          | 1      | 0.5%  |
|        | Afrika          | 1      | 0.5%  |
| 10     | Nigérie         | 1      | 0.5%  |